# Observatório Astronômico do Sertão de Itaparica (OASI)
O Observatório Astronômico do Sertão de Itaparica (OASI) é um observatório astronômico situado no município de Itacuruba no estado de Pernambuco. O OASI dista cerca de 425 km da capital Recife e faz parte do projeto IMPACTON (Iniciativa de Mapeamento e Pesquisa de Asteroides nas Cercanias da Terra do Observatório Nacional),  um projeto estruturante do Observatório Nacional. O IMPACTON iniciou formalmente em 2005, ano em que foram aprovados todos os recursos orçamentários para a compra e operação de um telescópio robótico dedicado ao seguimento e caracterização física de objetos próximos da Terra (NEOs). Este projeto é pioneiro em observação remota no Brasil e é liderado pelo grupo de Ciências Planetárias do Observatório Nacional. A primeira luz do telescópio ocorreu em 2011 e o início efetivo dos projetos científicos em 2012. Finalmente em fevereiro de 2013 o OASI recebeu do Minor Planet Center da União Astronômica Internacional o código “Y28 Nova Itacuruba”.  Desde 2014 o telescópio do OASI é operado remotamente do Rio de Janeiro, mas conta com assistência técnica in-situ.
O observatório está  localizado na região Nordeste do Brasil a uma altitude de 390 m acima do nível do mar, cujas coordenadas geográficas são 8°47'32.1" S e 38°41'18.7" O, tendo assim o privilégio de poder observar objetos nos dois hemisférios pois está situado próximo da linha do equador. O OASI, junto com o TRAPPIST (Observatório Europeu do Sul em La Serena, Chile), é o único observatório brasileiro dedicado totalmente à observação de pequenos corpos do Sistema Solar. 
Na atualidade, o principal objetivo científico do OASI é a caracterização das propriedades físicas e dinâmicas como: determinação da órbita, período de rotação, orientação do eixo de spin, diâmetro e cores superficiais. Principal ênfase têm-se dado na caracterização completa de NEOs para poder corrigir as curvas de fase e os espectros fotométricos ao considerar as variações rotacionais. Apesar do foco principal do projeto ser a observação de NEOs (59,4% dos objetos observados), também têm sido observados outros pequenos corpos do sistema solar como os asteroides do cinturão principal (25,4%), centauros, troianos e objetos transnetunianos (6,2%) e cometas (5,2%).

## Telescópio

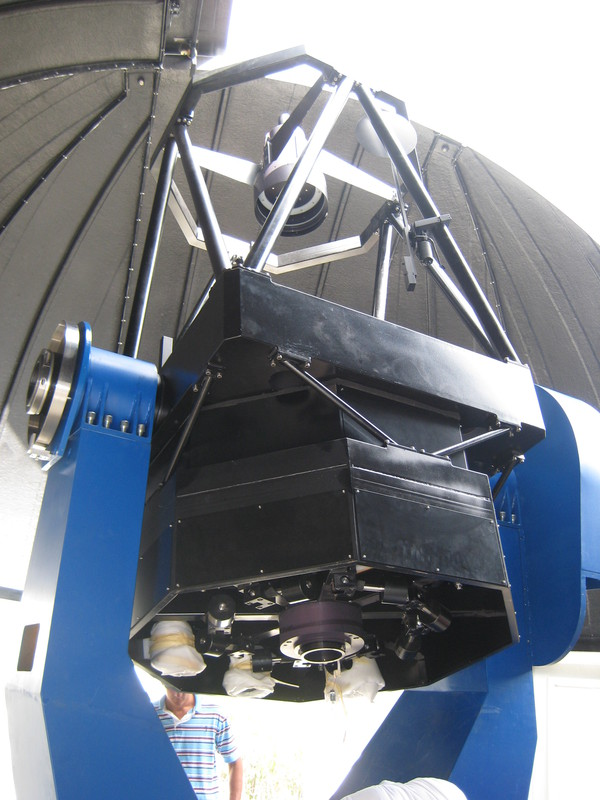
Telescópio Itacuruba 1,0 m

O observatório possui um telescópio f/8 automatizado com um conjunto óptico do tipo Classic-Cassegrain com montagem altazimutal, óptica desenvolvida pela empresa alemã Astro Optik e um domo automatizado fabricado em fibra de vidro pela empresa australiana Sirius Observatories. Seu espelho parabólico principal, de razão focal f/3, possui 1,003 m de diâmetro e seu espelho hiperbólico (e = 4,84) secundário possui 0,364 m de diâmetro. Ambos espelhos são revestidos com Al+SiO2 e possuem refletividade maior que 90%. O sistema óptico também inclui um campo redutor para corrigir aberrações residuais e reduzir a razão focal do telescópio para 7,030 m e assim aumentar o campo efetivo para 27,5 mm2. O domo possui um diâmetro de 6,7 m, uma altura de 5,5 m e seu sistema de rotação e abertura/fechamento é controlado por um motor alimentado por energia solar. O telescópio possui três câmeras CCDs disponíveis, uma modelo Apo-U47-MB-0 (cobrindo um campo de 5,9' x 5,9') e outras duas cobrindo um campo de 11,8' x 11,8', modelos Apo-U42- MB-HC-0 e PL4240. Os filtros disponíveis são os U, B, V, R, I do sistema fotométrico Johnson-Cousins e os u, g, r, i, z do sistema fotométrico SLOAN. A roda de filtros permite acomodar simultaneamente sete filtros dentre os disponíveis. 
Para monitorar as condições do tempo para as observações remotas é utilizada uma câmera all sky e uma estação meteorológica nas instalações externas do sítio. A estação meteorológica é capaz de monitorar a direção e velocidade do vento, umidade, pressão barométrica, as radiações UV/Solar e chuva acumulada.